# Atıraw
Atıraw (Kazachs: Атырау, Atyraū;  vroegere Russische naam: Goerjev Russisch: Гурьев)) is een - met district gelijkgestelde - stad die ligt bij de monding van de Oeral aan de Kaspische Zee. Omdat de rivier de geografische grens tussen Europa en Azië vormt, hoort de stad dus als het ware zowel tot Europees als tot Aziatisch Kazachstan. Verder is de stad het bestuurlijk centrum van de oblast Atıraw. Atıraw ligt 2700 km ten westen van Almaty en 350 km ten oosten van het Russische Astrachan. In 1998 had Atıraw 142.500 inwoners, waarvan 83 % Kazachen en 12 % Russen.
De regio rond Atiraw werd voor het eerste genoemd in de 4e eeuw v.Chr..
In 1645 werd door de Russische handelaar in vis Michail Goerjev begonnen met de bouw van een nederzetting rondom een fort, onder de naam Jaitsk (volledige Russische naam: Нижний Яицкий Городок, Nizjnij Yaitskij Gorodok, of Lage Jaik fort), naar de toenmalige Russische naam van de rivier de Oeral (Jaik). In eerbetoon aan zijn stichter droeg de stad in de periode tussen 1708 en 1992 de naam Goerjev; in 1992 werd de naam door Kazachstan veranderd naar Atyrau (terwijl in het Russisch de naam gebleven is).
Door de strategische ligging van Atıraw was in de stad vroeger een Russische militaire basis gevestigd.
De stad is de belangrijkste havenstad van Kazachstan. Alhoewel Kazachstan een binnenstaat is, heeft het een marine en speelt transport van goederen via schepen toch een niet onbelangrijke rol. Meer bepaald zijn de havens van Atyrau en Aqtau belangrijk voor goederentransport over de Kaspische Zee, die Kazachstan verbindt met de 4 andere oeverstaten (Rusland, Azerbeidzjan, Iran en Turkmenistan). Transport van aardolie via olietankers die varen tussen Atyrau of Aqtau en Bakoe (oliehavenstad in Azerbeidzjan, en startpunt van de BTC-oliepijpleiding naar de Middellandse Zee), vormt voor de export van Kazachse olie een strategisch alternatief voor de oliepijpleidingen die over Russisch grondgebied lopen. Ook bevindt zich er een luchthaven, Luchthaven Atyrau.
Atıraw wordt door de Oeral in tweeën gesplitst: een Europees en een Aziatisch deel.

## Klimaat
De gemiddelde jaartemperatuur bedraagt +9,2°C, de gemiddelde windsnelheid 4,6 m/s en de gemiddelde luchtvochtigheid 63%.
| Maand                       | jan   | feb   | mrt   | apr   | mei  | jun  | jul  | aug  | sep  | okt   | nov   | dec   | Jaar  |
| --------------------------- | ----- | ----- | ----- | ----- | ---- | ---- | ---- | ---- | ---- | ----- | ----- | ----- | ----- |
| Hoogste maximum (°C)        | 13,9  | 15    | 23,5  | 32,5  | 37,6 | 41,9 | 46   | 44,6 | 39,4 | 29,6  | 19,9  | 11,8  | 46    |
| Gemiddeld maximum (°C)      | −5    | −4,2  | 3,6   | 16,2  | 24,7 | 29,7 | 32,2 | 30,4 | 23,7 | 13,9  | 4,8   | −1,8  | 14    |
| Gemiddelde temperatuur (°C) | −8,3  | −7,8  | 0     | 11    | 19   | 23,7 | 26,1 | 23,9 | 17,3 | 8     | 1,5   | −4,2  | 9,2   |
| Gemiddeld minimum (°C)      | −12,9 | −12,7 | −5,7  | 4,1   | 12   | 16,9 | 18,2 | 17,1 | 10,7 | 5,9   | −0,6  | −7,8  | 3,8   |
| Laagste minimum (°C)        | −37,9 | −37,4 | −32,3 | −12,3 | −2,3 | 2,3  | 8,1  | 4,8  | −5,7 | −15,7 | −29,8 | −35,8 | −37,9 |
|                             |       |       |       |       |      |      |      |      |      |       |       |       |       |
| Neerslag (mm)               | 11    | 10    | 14    | 12    | 14   | 17   | 16   | 14   | 12   | 13    | 17    | 13    | 163   |
| Bron: (ru) Weer en klimaat  |       |       |       |       |      |      |      |      |      |       |       |       |       |